# Jonni Hansen
 Der er flere personer med dette navn, se Johnny Hansen.
Jonni Hansen (født 5. september 1965) er tidligere formand for Danmarks Nationalsocialistiske Bevægelse (DNSB), som han har været medlem af siden 1985. Han er desuden redaktør af DNSB Intern og net-ugebrevet Nationalsocialisten.

## Politiske karriere
I august 1999 udtalte Jonni Hansen i et program på TV 2 om højrefløjsekstremisme i Europa: "Ingen jøder er blevet gasset i koncentrationslejrene. I kan skyde skylden på amerikanerne og briterne, der lod dem sulte."
Han opstillede som eneste kandidat ved regions- og kommunevalget i 2005 i Greve Kommune og Region Sjælland for Danmarks Nationalsocialistiske Bevægelse på liste Å. I valgkampen agiterede han for flere mærkesager:
- "Eget folk først i enhver sammenhæng".
- "Giv de forræderiske pampere dansk modspil".
- "Bevarelse af de lokale sygehuse i regionen samt at styrke en positiv lokal udvikling i forhold til erhvervslivet".

Jonni Hansens liste Å opnåede 73 stemmer (0,3 %) ved kommunevalget. Ved regionsvalget fik liste Å 611 stemmer, hvoraf 453 stemte personligt på Jonni Hansen (0,1 % af stemmerne i regionen).

## Konfrontationer med myndighederne
29. marts 2000 blev Jonni Hansen idømt et års fængsel for grov vold og to års frakendelse af kørekortet for tre måneder tidligere at have kørt sin bil direkte ind i en flok demonstranter, der var ved at save hegnet ned foran hans villa i Greve, hvor DNSB holder til. En af demonstranterne blev alvorligt kvæstet. Jonni Hansen ankede straffen til Østre Landsret, der skærpede straffen til 1,5 års fængsel.
I forbindelse med en demonstration i Kolding for Adolf Hitlers stedfortræder Rudolf Hess på hans 20-års dødsdag, 17. august 2007, blev Jonni Hansen anholdt og sigtet for vold mod politiet. Han blev efterfølgende varetægtsfængslet frem til 30. august. 1. november blev han idømt 60 dages fængsel for forseelsen – han udbad sig betænkningstid for eventuelt at anke dommen.
Den 11. oktober 2009 blev Jonni Hansen tiltalt for racisme af Rigsadvokaten. Anklagen gik på, at Jonni Hansen som formand for DNSB var ansvarlig for uddelingen af racistiske løbesedler i Gladsaxe og Bagsværd i henholdsvis oktober og november 2006, samt for, at disse havde ligget tilgængelig på DNSB's hjemmeside. Yderligere betragtede Rigsadvokaten det som en skærpende omstændighed, at der var tale om propaganda. Løbesedlerne med overskriften "Danmark – vågn op!", opfordrede blandt andet til at smide "de fremmede" ud. Jonni Hansen udtalte til BT.dk, at anklagen var et forsøg på at indskrænke ytringsfriheden, samt at han var parat til at tage sagen til Højesteret.
I april 2010 blev Jonni Hansen tiltalt for overtrædelse af racismeparagraffen, idet han var ansvarlig for indholdet af nogle nazistiske løbesedler og for racistisk propagandavirksomhed. Han blev tirsdag den 13. april 2010 indkaldt til retsmøde ved retten i Roskilde, tiltalt for at bedrive racistisk propagandavirksomhed – med et krav om 4 måneders fængsel, men blev frikendt.

## Fodnoter
1. ↑  Danmarks Radio: Jonni Hansen trækker sig som formand
2. ↑  https://www.dr.dk/nyheder/indland/halvandet-aars-faengsel-til-jonni-hansen
3. ↑  http://politiken.dk/indland/article413584.ece – Artikel på politiken.dk: "60 dages fængsel til nazileder", læst 1. november 2007
4. ↑  http://www.bt.dk/krimi/kraever-nazi-jonni-straffet Kræver Nazi-Jonni straffet – Krimi – BT.dk
5. ↑  http://www.redox.dk/spip.php?article880 (Webside+ikke+længere+tilgængelig) Jonni Hansen frikendt for racisme – Redox.dk

## Ekstern kilde/henvisning
- Demos Nyhedsbrev nr. 62 (se s. 7)